# 堀内くみ子
堀内 くみ子（ほりうち くみこ、1983年7月22日 - ）は、日本のフリーアナウンサー。福井県鯖江市出身。本名は堀内 久美子（読みは同じ）。

## 人物・来歴
鯖江市中央中学校、福井県立武生高等学校卒業。福井県立大学経済学部経営学科卒業後、2006年4月からFBCラジオの朝ワイド番組「げんき一番」のアシスタントを担当。血液型はB型。身長168cm。2008年4月に堀内久美子から改名。ニックネームは「堀くみちゃん」、「くみちゃん」。
福井県でラジオパーソナリティーのほか、国際恐竜シンポジウム、九頭竜湖･麻那姫湖サマーフェスタ関連催事・こどもフォーラム、第8回鯖江中学校吹奏楽部定期演奏会など、県内各地のイベントや式典などの司会を務める。
小学4年生から大学2年生まで吹奏楽（ブラスバンド）でクラリネットを担当していた。大学時代はナナ・イロの岩堀路子を含むメンバー5人で「ピンコロ」というガールズバンドを結成しヴォーカルを担当していた。
趣味で食品サンプルの収集をしている。一番好きな観光地は、食品サンプルの名産地である岐阜県の郡上八幡。
2008年4月29日よりサークルKサンクスにて、北陸おもしろネット・向こう三県両ドナリ! の企画弁当『くみ子の愛情おにぎり弁当』が期間限定で発売された。
2010年3月2日より、ローソン中部地域限定商品「北陸おいしいバトル第1弾」の企画商品として『いちごメロンパン』『とみつ金時芋入りモンブランプリン』が期間限定で発売された。また、第1弾が好評のため続けて「北陸おいしいバトル第２弾」として『とみつ金時入りデニッシュ』『カラメルたっプリン』も同じく期間限定で発売された。
NHKラジオ第一で隔週火曜日に放送していた『亀渕昭信のにっぽん全国ラジオめぐり』で2012年8月14日、『ジュン＆クミの時間外受付』が紹介された。。

## 担当番組
FM福井
- Morning Tune （火曜担当）（2021年4月5日-）

福井放送（FBCラジオ）
- ラジ+ (TAS)（木曜・金曜担当）（2024年4月4日-）

## 過去の担当番組
FM福井
- Life Is 　（水曜・木曜担当）（2017年4月5日-2019年6月27日）

FBCラジオ（大和田ラジオ本舗）
- 2006年のラジオウィーク特別番組「HAPPYカムカム!幸福ラジオ」のアシスタント（2006年7月8日放送）

げんき一番を担当して3ヶ月で笑福亭鶴光のアシスタントを務めた。
- 福井放送創立55周年記念番組「ラジオっていいよね」のアシスタント（2007年7月21日放送）

2年連続でスペシャル番組のアシスタントを務めた。この番組のメインパーソナリティはたけし軍団のダンカン。ゲストに南かなこ。
- 歳末ラジオ2008～ゆくゆくスペシャル～（2008年12月30日放送）
- ジュンクミのまだまにあう、にちよーB（2008年10月5日 - 2009年3月29日）
- モーたいへん 新春! ジュンクミ馬力（2009年1月4日）「シャカリキよしかわ馬力」とのコラボ特別番組
- 2009年のラジオ月間特別番組「彦摩呂の三ツ星ラジオ」（2009年6月13日放送）アシスタント[6]。
- TOSHI ECO LIVE（三国競艇より生放送）（2009年6月14日）
- 歳末ラジオ2009～年忘れ! 紅白レコード歌合戦～（2009年12月31日）
- げんき一番（2006年4月3日 - 2010年4月2日）
- FBC創立60周年記念特別番組「おかげさまで60年 はじめの一歩」のメインパーソナリティを岩本和弘アナと一緒に（2012年7月20日(金)08:15-17:00放送）

この番組はFBCテレビでも一部同時放送があり、ラジオスタジオの映像が何度か放送された。
- ジュンクミの時間外受付～ここにすわってアーンして～(2009年4月12日-2012年9月29日)
- 良ーいドン!!（月曜日 - 金曜日）アシスタント（2010年4月5日-2015年3月27日）
- FBCラジオショッピング　金曜日：良ーいドン!!内（09:20 - 、09:50 - ）、午後はとことん よろず屋ラジオ内（13:50 - 、14:40 - ）各5分程度
- よろず屋ラジオ毎週火曜15：55〜 ぱっくんローソンコーナー（-2015年3月24日）
- 良ーいドン!!（木曜日・金曜日）アシスタント（2023年4月6日-2024年3月29日）

FBCテレビ
- リアルタイムふくい駅前中継金曜日
- おじゃまっテレ - 金曜・駅前中継担当（2009年3月27日まで）
- O・TA・I・KO響2009（2009年9月12日放送、川島秀成アナと担当）
- ふれあい若狭「豆くんの教えて! 発電所」コーナー - エネルギーの豆くんの声を担当。

## その他
- 大学在学中に小浜市のケーブルTV、チャンネルOでリポーターをしていた。
- 三才ブックスから2009年7月28日発売の雑誌『ラジオマニア2009』の特集「声を聴けば癒される!! 憧れの女性パーソナリティ」に顔写真付で掲載されている[7]。
- 福井美人時計の7:56 - 7:59に登場している。